# HMS Whimbrel (U29)
Le HMS Whimbrel est un sloop britannique, de la classe Black Swan modifiée, qui participa aux opérations navales contre la Kriegsmarine (marine Allemande) pendant la Seconde Guerre mondiale et , après avoir été vendu à l'Égypte à la guerre des Six Jours en 1967.

## Construction et conception
Le Whimbrel est commandé le 8 septembre 1939 dans le cadre de programmation de 1940 pour le chantier naval de Yarrow Shipbuilders à Scotstoun, Glasgow en Ecosse. La pose de la quille est effectuée le 31 octobre 1941, le Whimbrel est lancé le 25 août 1942 et mis en service le 13 janvier 1943.
Il a été adopté par les communautés civiles de Hornsea dans le East Riding of Yorkshire, dans le cadre de la Warship Week (semaine des navires de guerre) en 1942.
Les sloops de la classe Black Swan ont fait l'objet de nombreuses modifications au cours du processus de construction, à tel point que la conception a été révisée, les navires ultérieurs (du programme de 1941 et suivants) étant décrits comme la classe Black Swan modifiée. Bien que Wren ait été fixé selon la conception originale, elle a été achevée plus tard que certains des navires de classe modifiés, et avec les modifications apportées lors de sa construction, il était impossible de les distinguer des navires modifiés de Black Swan .
La classe Black Swan modifiée était une version élargie et mieux armé pour la lutte anti-sous-marine de la classe Black Swan, elle-même dérivée des sloops antérieurs de la classe Egret. L'armement principal se composait de six canons antiaériens QF 4 pouces Mk XVI dans trois tourelles jumelles, de 6 Canons jumelés de 20 mm Oerlikon Anti-aérien, de 4 canons de 40 mm pom-pom. L'armement anti-sous-marin se composait de lanceurs de charges de profondeur avec 110 charges de profondeur transportées. Il était aussi équipé d'un mortier Hedgehog anti-sous-marin pour lancer en avant ainsi qu'un équipement radar pour le radar d'alerte de surface type 272, et le radar de contrôle de tir type 285,.

## Historique

### Seconde Guerre mondiale
Le Whimbrel sert principalement dans l'Atlantique en tant que partie de plusieurs groupes d'escorte pour les convois, ainsi que vers Gibraltar, pour la surveillance et la lutte anti-sous-marine.
En juin 1943, il est nommé pour le soutien des débarquements alliés en Sicile pour l'Opération Husky.
En juin 1944, il fait partie des navires pour soutenir les débarquements alliés prévus en Normandie. Il est affecté au service Force G pour l'escorte du convoi d'accumulation dans le 113e Groupe d'escorte pour l'Opération Neptune.
En 1945, il est envoyé dans le Pacifique rejoindre la British Pacific Fleet (Flotte du Pacifique britannique) pendant les derniers mois de la guerre, faisant partie du grand exode de navires dans la région. Il est présent lors de la capitulation japonaise.

### Après guerre
Le Whimbrel est resté en Extrême-Orient pour la défense du commerce jusqu'à la fin de 1946. Le navire est ensuite retourné au Royaume-Uni pour être versé dans la réserve à Harwich. Il est muté dans la division Sheerness de la flotte de réserve jusqu'à son inscription sur la liste de destruction.
En novembre 1949, Il est vendu à l'Égypte et rebaptisé El Malek Farouq. En 1954, il est renommé Tariq.

#### Son rôle dans la guerre des Six Jours
La guerre des Six Jours s'est déroulée du lundi 5 au samedi 10 juin 1967 et opposa Israël à l'Égypte, la Jordanie, la Syrie et le Liban.
Le premier jour de la guerre, le 5 juin, la marine israélienne tente de cibler un certain nombre de navires de la marine égyptienne dans le port d'Alexandrie, en envoyant un groupe de commandos navals israéliens (Shait 13) au port par le sous-marin Tanin, et afin de coulés à l'aide d'explosifs certains navires de guerre égyptiens situés dans le port. Cependant, les commandos israéliens n'ont pas trouvé leurs cibles qui avaient quitté le port plus tôt, tandis que le sous-marin Tanin n'est pas revenu pour les évacuer.

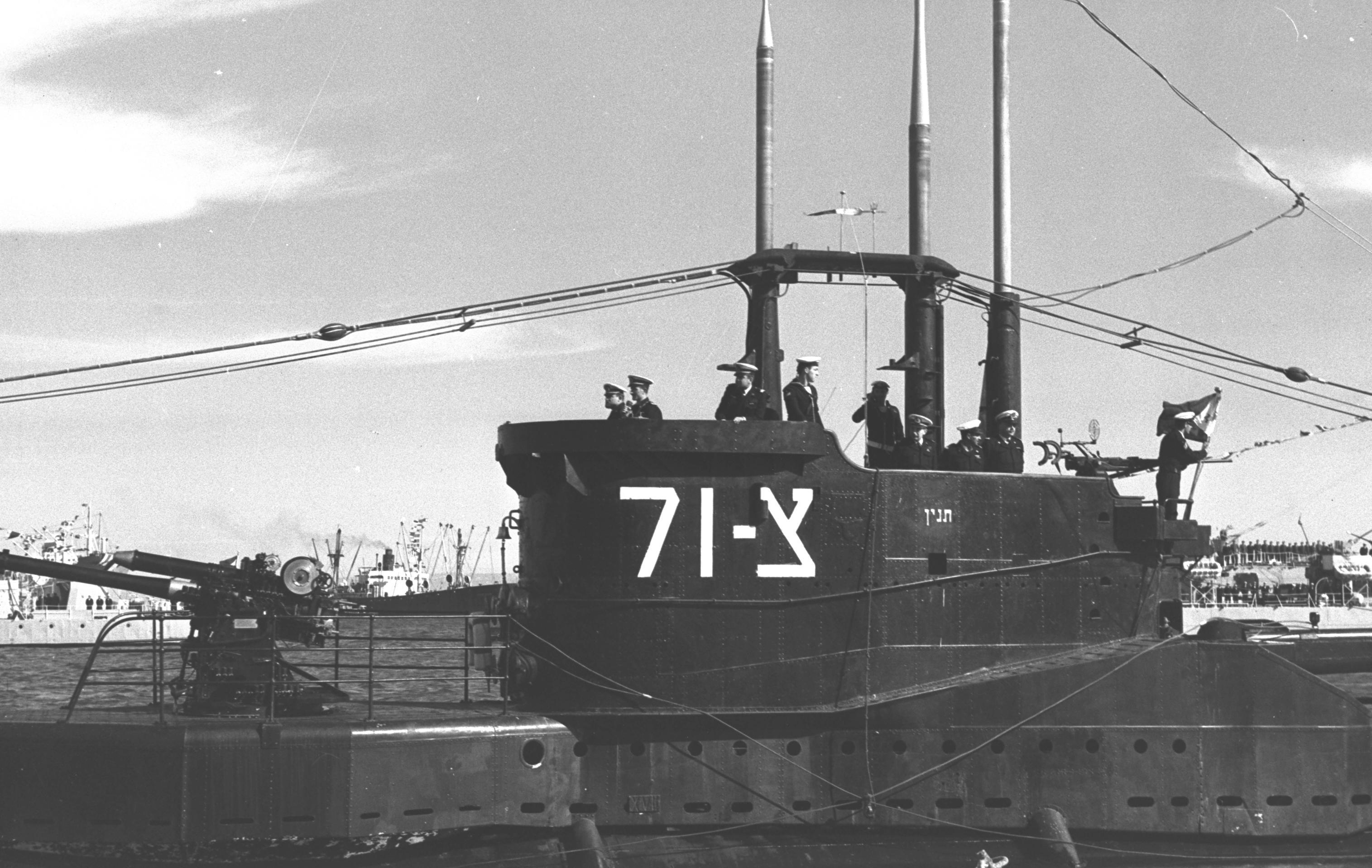
Le sous-marin israélien Tanin après son arrivée dans le port de Haïfa depuis Portsmouth, 1959

Le sous-marin Tanin intercepte la frégate égyptienne Tariq devant le Bogas d'Alexandrie et l'engage dans une bataille au cours de laquelle il lance un certain nombre de torpilles qui n'ont pas touché la frégate, ce qui a lancé une contre-attaque par les charges de porfondeur qui causent de graves dégâts au sous-marin qui l'oblige à retourner en Israël sans les commandos marins qui seront tous capturés.
Bien que le sous-marin n'ait pas coulé, comme certains sites égyptiens le prétendent, le frapper avec des bombes est la seule attaque réussie dans le conflit israélo-arabe au cours de la guerre anti-sous-marine.

#### Présent
Une tentative de conservation lancée en 2006  visait à amener le navire à Canning Dock Liverpool en mémoire de ceux qui sont morts sur les convois de l'Atlantique. Le 26 mars 2008, une plaque célébrant le navire a été remise au maire de Sefton. John Livingston, président de la branche de Liverpool du Whimbrel Project, a déclaré: Il serait une merveilleuse addition à notre secteur riverain et un rappel du sacrifice de nos marins. Le maire de Sefton, Cllr Richard Hands, a déclaré: Le HMS Whimbrel constitue une partie unique de notre histoire sociale et maritime et je soutiens pleinement la campagne pour la ramener à Liverpool . La tentative a échoué quand il n'a pas été possible de convenir d'un prix avec le gouvernement égyptien. Puis, en 2016, il a été rapporté au Parlement que la marine égyptienne l'avait proposée à la vente au musée national de la Royal Navy, Portsmouth pour 725 000 £, et que le musée avait manifesté son intérêt pour le logement du HMS Whimbrel et étudiait la possibilité de le ramener au Royaume-Uni.
Cependant, la tentative a été arrêtée après que l'accord sur son prix avec le gouvernement égyptien a échoué. Il est maintenant utilisé comme navire-école dans la marine égyptienne.